# Persea rigida
Persea rigida là loài thực vật có hoa trong họ Nguyệt quế. Loài này được Nees & Mart. miêu tả khoa học đầu tiên năm 1833.